# مربع (شعر)
يتألف المربع الشعر الشعبي من بيتي شعر يتكونان من أربع شطور مستقلة ومتصلة في ذات الوقت. تتشابه قافيتا الشطر الأول والثالث من جانب، والثاني والرابع من جانب آخر.
والمربع شكل فني سائر في الصعيد، يستعمل خارج السيرة الهلالية كنوع خاص من الفن يطلق عليه اسم «المربع» أو «الواو». ويرتكز على ارتطام القوافي ليتولد المعنى وتبرز الحكمة. وينسب هذا الشكل في مصر إلى فارس وهمي يدعى «أحمد بن عروس». مثال: